# Marijan Karaula
Marijan Karaula (Ljubunčić, 27. ožujka 1954.) hrvatski je svećenik iz reda franjevaca, novinar i književnik.

## Životopis
Rođen je u Ljubunčiću 27. ožujka 1954. godine. Osnovnu školu pohađao je u rodnom mjestu i Slakovcima kod Vinkovaca, a srednju školu Franjevačku klasičnu gimnaziju u Visokom. Redovnički novicijat proveo je na Humcu i u Cerniku kod Nove Gradiške. Filozofsko-teološki studij pohađao je na Franjevačkoj teologiji u Sarajevu. Za svećenika ga je 21. ožujka 1982. u Lištanima zaredio biskup Alfred Pichler.

## Djela
- „Žrtve i mučenici – Stradanja bosanskih franjevaca u Drugom svjetskom ratu i komunizmu” (Sarajevo, 1999.)
- „Ljudi i krajevi – Reportaže o nekim župnim zajednicama i značajnijim vjerskim slavljima” (Sarajevo, 2002.)
- „Zaboravljena mučenica – snimkom i riječju o župi Podhum/Žitače” (Sarajevo, 2003., 2007.)
- „Knjiga bola – Stradanje Hrvata livanjskog kraja u dva posljednja rata” (Sarajevo, 2005.)
- „Fra Lovro Milanović 1777-1807 – U povodu 200. obljetnice mučeničke smrti” (Sarajevo, 2007., 2015.)
- „Ljudi i krajevi 2” (Sarajevo, 2008.)
- „Franjevci Bosne Srebrene u Albaniji” (Tomislavgrad, 2012.)
- „Školske sestre franjevke u livanjskom kraju” (Sarajevo, 2012.)
- „Župa Suho Polje na Kupresu” (Sarajevo, 2014.)
- „Iskušenja Bosne Srebrene – Stradanja bosanskih franjevaca 1944.-1985.” (Sarajevo-Zagreb, 2014.)
- „Fra Alojzije Ištuk – u službi zajednice” (Tomislavgrad, 2019.)
- „Treptaji ljepote, fotomonografija” (Široki Brijeg, 2022.)[1]

### Mrežna sjedišta
- Marijan Karaula. Društvo hrvatskih književnika Herceg-Bosne